# Исторически карнавал на Ивреа
Историческият карнавал на Ивреа (на италиански: Storico Carnevale di Ivrea) се провежда всяка година в периода февруари – март в град Ивреа, регион Пиемонт, Северна Италия. Той е сред най-старите исторически карнавали в Италия и е известен с портокаловите си битки.

## Обща информация
Карнавалът е уникално събитие, в което се преплитат исторически факти и легенди. Всеки исторически период – от Средновековието до по-модерни времена прибавя персонажи и събития, ръководени от строг протокол. През 1808 г. устно предаваните карнавални традиции са записани за първи път за поколенията в Протоколните книги.
Историческият карнавал на Ивреа е признат за „италианско събитие от международно значение“ в съобщението на Председателството на Министерския съвет на Италия от 27 септември 1956 г. Духът на карнавала е предаван от 1958 г. насам в карнавалния химн „Имало едно време в древни времена“. Негов основен персонаж е мелничарската дъщеря Виолета – символ на свободата, благодарение на която народът се вдига на въстание срещу средновековната тирания.
В карнавала се преплитат две легенди, свързани с двама тирани, подчинили народа на Ивреа: маркиз Раниери ди Биандрате и маркграфът на Монферат Вилхелм VII (ок. 70 год. по-късно). И в двата случая омразният замък на тиранина, наричан презрително Кастелацо, e разрушен.
На 5 февруари 2016 г. в предаването „На кафе“ по Нова телевизия е излъчен обширен репортаж за събитието. И други български медии отразяват събитието, сред които bTV, „Дневник“, Tv Evropa, Bulgaria ON AIR и др.
От учередяването му до 2020 г. карнавалът не е провеждан само няколко пъти заради извънредни обстоятелства: през Първата и Втората световна война, при смъртта на Адриано Оливети през 1960 г. и при пандемията от коронавирус през 2021 и 2022 г. През 2020 г. е проведен частично.

## Персонажи
В Историческия карнавал на Ивреа взимат участие фигури от различни исторически епохи. Те са главните действащи лица в различни моменти на карнавала и са част от Историческата процесия.

### Мелничарска дъщеря
Мелничарската дъщеря (ла Муняя, la Mugnaia или Виолета, Violetta) е символ на свободата и най-важната фигура на Историческия карнавал на Ивреа. Легендата разказва, че Виолета – мелничарска дъщеря и съпруга на Тониото предизвиква народно въстание в края на 12 век. Тя убива омразния господар на града маркиз Раниери ди Биандрате, който не само тормози жителите му, но и иска да прекарва първата брачна нощ с булките според практиката на ius primae noctis (от лат.: „право на първа брачна нощ“). Виолета обещава на Тониото, че ще се противопостави на това и през нощта, благодарение на скрит в дрехата ѝ кинжал, обезглавява маркиза и показва главата му на народа от замъка, с което разпалва въстание.

Мелничарската дъщеря се избира всяка година от 1858 г. насам сред омъжените жени. Преди тази дата за Муняя е определяна последно омъжилата се жена от района и тя участва в церемонията по издигането на scarlo (прът с трева) на всеки площад. Нейната самоличност се пази в тайна до вечерта на Карнавалната събота, когато Виолета е представена на гражданите от балкона на Кметството на Ивреа.
Въпреки че повторно номиниране не съществува, през втората половина на 19 век три жени са Муняя по два пъти, а през 1898 г. освен зимното издание на карнавала се провежда и лятно (на Международното изложение в Торино) с две Муняи.
Тя е наричана „Прелестна мелничарска дъщеря“ или „Синьора“. Душата на карнавала, жената, която е имала привилегията да бъде номинирана за Муняя, остава такава завинаги за жителите на Ивреа. Придружавана от Генерала, неговата свита и другите герои от Историческата процесия, Мелничарската дъщеря води парада през центъра на града в първото си излизане, първо пеша, а след това на позлатената си колесница като символ на победата, и хвърля бонбони и мимози на насъбралото се множество. Тя носи бяла рокля – символ на чистотата, червена фригийска берета – символ на свободата, зелена препасна лента с червена кокарда, на която е забодена традиционната брошка с лопата и мотика.

### Генерал
Фигурата на Генерала (Ил Дженерале, il Generale) води началото си от Наполеоновата епоха. Първоначално различните квартали на града празнуват свой карнавал и често воюват помежду си. През 1808 г., след примирие помежду им, карнавалът става един и Генералът е призван да гарантира обществения ред. Той е виден гражданин, получава титлата и униформата на „генерал от Наполеоновата армия“ и е ескортиран от офицерите на Генералния щаб.
Генералът се обявява официално на гражданите пред Кметството на Ивреа на 6 януари, когато бившият вече генерал му връчва триъгълната шапка и сабята.
На Дебел четвъртък, на специална церемония, Генералът получава граждански правомощия от Кмета на Ивреа и става символичен управител на Ивреа по време на карнавала. Тогава именно известява на гражданите задължението да нахлупят червена фригийска шапка, напомняща за Френската революция и символ на борбата за свобода, като в противен случай съществува опасност да бъдат замеряни с портокали от участниците в портокаловите битки.
Генералът носи сабя, триъгълна шапка, бяло-червена препасна лента, черни ботуши, бели ръкавици, бели панталони, черен жакет с позлатени краища, копчета и пагони. Той трябва да присъства на всички събития на карнавала, дори когато не е централен персонаж в тях и е поканен на всички придружаващи карнавала събития.
Първият генерал на карнавала е Савино Пецати, номиниран на 1 март 1808 г. Той е номиниран 12 пъти за генерал. Савино Паниети е генерал цели 17 пъти от 1841 до 1857 г.

### Генерален щаб
Генералът е подпомаган от Генералния щаб (Ло Стато Маджоре, Lo Stato Maggiore), в който влизат Адютантите, Жените на военните (ле Вивандиере, le Vivandiere), и Почетните офицери (Ли Уфичали д'Оноре, gli Ufficiali d’Onore). Генералният щаб е оформен по модела на Наполеоновите военни части начело с генерал. Униформата му е червено-синя. Най-високопоставените офицери носят бели панталони, а всички останали носят сини панталони с червени ивици.
Има 3 адютанти: Служител на Генерала, Служител на Мелничарската дъщеря и Служител на Генералния щаб. Те помагат на главните персонажи в техните задължения по време на Историческата процесия.
Подобно на генерала и офицерите на честта, Вивандиерките също са персонажи, които напомнят за Наполеоновия период. Всъщност армията на Наполеон се е движела придружена от съпругите на военните, които са помагали на съпрузите си след битката и са се грижели за храната. Има четири Вивандиерки за всяка кампания и те са включени в карнавала в началото на 20 век. Те носят червено-сини униформи, големи пелерини на рамене и ботуши до коляното.

### Заместник главен канцлер
От 1808 г., когато карнавалът се унифицира, е нужно всяко събитие и всяка карнавална церемония да бъдат внимателно отбелязвани в специална книга от Декана на нотариусите на града, наречен „Велик канцлер“. Тъй като той е много зает, използва доверено лице за това. Заместник главният канцлер (ил Соституто Гран Канчелиере, il Sostituto Gran Cancelliere) е важна карнавална фигура и от 1821 г. насам присъства винаги, наред с Генерала и Генералния му щаб, на всеки официален карнавален акт.
Той носи черна кадифена дреха, бяла накъдрена перука с опашка под триъгълна шапка, бяла жилетка и бяла риза с жабо и дантелени маншети, бели чорапи и черни панталони до коляното. Заместникът язди, носейки копие на Протоколната книга, в която отбелязва протичането на церемониите и която съхранява на сигурно място. През 2018 г. е поставено началото на нейния шести том (том 1 е за периода 1808 – 1908 г.).

### Абà
Преди унифицирането на карнавала през 1808 г. има пет карнавала, по един за всяка енория на града: Св. Грат, Св. Маврикий, Св. Улрих, Св. Лаврентий и Св. Салватор. Те са организирани от Абà (gli Abbà) – авторитетни ръководители на Бадия, която е сдружение на млади хора, което провежда тържества.
За да се напомни за фигурата на абà, всяка година се избират десет деца, по две за всяка енория. Те биват представени на града в двете недели, предхождащи карнавала, по време на церемонията по Вдигането на абà. Освен това на края на карнавала, на дебелия вторник, те запалват т. нар. scarli, високи прътове с трева на всеки площад.
Костюмите им са ренесансови и носят цветовете на кварталните знамена. Всеки абà носи меч със забит портокал на върха, символ на отсечената глава на тиранина. Той напомня за емблемата на Абà от 18 век – хляб, набучен на пика.

### Подест и Кредендари
Върховен ръководител на правителството на средновековната комуна, Великолепният подест (il Podestà) е бил избиран от лица извън нея с цел гарантиране на безпристрастността му. Той е назначаван от 14 век нататък от Кредендарите – общинските съветници по онова време. Подестът е отговарял за администрацията и правосъдието в продължение на една година.
Кредендарите (i Credendari) са принадлежали на различните квартали на града, били са максимум 70 и са образували вид сенат. Сред тях е бил избиран Съветът на мъдреците, който е имал за задача да изготвя и преразглежда Уставите, трима прокурори за водене на счетоводни записи и касиер за управление на разходите. Кредендарите са били градската управа и като такива са имали административните и законодателните правомощия. Те са участвали официално в основните градски събития, съпътстващи Подеста.
Когато встъпвал в длъжност, Подестът, след като се е заклевал на Книгата на уставите, е отивал да откърти камък от руините на стария замък на тиранина – Кастелацо със специален чук, съхраняван в Кметството, и го е хвърлял в река Дора Балтеа в знак на неуважение към Маркграфа на Монферат. Фигурата на Подеста е въведена на карнавала през 1934 г. за провеждането на горепосочената церемония, наречена „Плячка в Дора“ (Preda in Dora).
На 6 януари (Богоявление) следобед в Катедралата на Ивреа се провежда тържествена церемония, базирана на древната традиция на Епископа на Ивреа да се даряват свещи от името на града, представен от Подеста.

### Знаменосци
Знаменосците (ли Алфиери, gli Alfieri) са начело на Историческата процесия и носят историческите знамена на енориите и градските квартали, знак за участие на целия град. Тяхната дейност започва през 1996 г., когато група граждани решават да поемат ролята, по-рано поверявана на хора, избирани от Общината. През 1998 г. те създават Асоциацията на знаменосците.
Знаменосците представляват деветте градски енории: Св. Бернардин, Св. Грат, Св. Лаврентий, Св. Маврикий, Св. св. Петър и Донат, Св. Салватор, Свето сърце, Торе Балфредо и Св. Улрих.
Носят бяла дреха с висока яка, от която се вижда само яката, и бял жакет с ръкави на червени и бели ивици отгоре; върху жакета има червен елек с позлатени копчета и емблема с червен кръст; бели панталони, черни обувки и черни ботуши с дължина до коляното. На главата си имат червена барета със значката „лопата и кирка“, а на ръцете – бели ръкавици. Те се движат в три редици по трима и са водени от сержант, който задава темпото, следвайки музиката на Свирките и барабаните.

### Група на свирките и барабаните
Групата на свирките и барабаните (Пѝфери и тамбури, i Pifferi e i Tamburi) е официално създадена през 1808 г. Корените ѝ са в 18 век, когато по времето на херцог Емануил Филиберт I Савойски в Замъка на Ивреа постоянно е пребивавала такава група в услуга на местния гарнизон. Днес тяхната задача е да съпътстват всеки момент от карнавалните празненства и всяка мелодия от репертоара им се изпълнява при определен повод.
Свирката от Канавезе, военният барабан и бас барабанът са единствените музикални инструменти, използвани от участниците в групата и са направени от самите тях. Подобно на всички елементи на карнавала и музиката е вдъхновена от различни исторически епохи: Рисорджименто, Наполеоновата епоха или маршовете на армията на Пиемонт.
Мелодиите са общо 33: 13 марша, 1 бърза мелодия, 5 „сутрешни мелодии“ при Вдигането на Абà, по време на трофея „Лопата и кирка“ и по случай изгарянето на scarli, 11 монферини (вид танц от Монферат) и 3 други. Сред тях изпъкват Ла Дженерала, свирена всеки път, когато Генералът слиза от коня си и при сбогуването му на Погребалния марш в Дебелия вторник, и Ставането от масата, която отбелязва закриването на официалните обеди и е съставена от петте марша на районите на града, свирени един след друг.
Униформата на групата е историческа и включва червена фригийска шапка, червено сако със зелени яка и маншети с позлатени метални копчета, и зелени панталони с червена ивица.

## Портокалови битки
Портокаловите битки са най-зрелищното събитие на карнавала в Ивреа и символизират борбата на народа за свобода. Те се провеждат в три последователни следобеда: Карнавалната неделя, Дебелия понеделник и Дебелия вторник, и в тях участват хиляди хора, от малки до големи.
Легендата разказва, че през 12 век новоомъжената Виолета, дъщеря на местен мелничар, е трябвало да прекара първата си брачна нощ с местния тиранин. Тя не пожелала да се подчини на този наложен от тиранина закон и го обезглавила, поставяйки началото на народно въстание, вследствие на което замъкът на тиранина е бил разрушен завинаги, а Ивреа е станала свободна комуна.
Портокаловите битки представя тази легенда: 9 отбора на земята, символизиращи народа, се бият срещу „войниците“ на тиранина, разположени на около 50 каруци.
Замерянето с портокали идва от около средата на 19 век. През Средновековието се е хвърлял боб. Два пъти годишно феодалът е давал гърне с боб на бедните семейства и те от неуважение го хвърляли по улиците. Бобът е бил използван и по карнавално време, когато с него са се замеряли на шега импровизирани противници.
През 19 век, заедно с конфети, бонбони, лупина и цветя, момичетата замеряли от балконите закачливо младежите в каретите на карнавалното шествие с някой и друг портокал – „аристократичен“ екзотичен плод от Френската ривиера. Младежите започнали да им отговарят в тон и малко по малко се родил дуел.
Едва след Втората световна война, с основаването на първия отбор на хвърлячи на портокали, битката придобива настоящите си измерения, следвайки точни правила. Тя живее по неписани рицарски правила, споделяни от всички участници, които гарантират безопасността (освен някои неизбежни ранявания като посинени очи) и поддържат ниво на „спортно“ предизвикателство, в което печели по-добрият и този, който хвърля с най-голяма страст. В битката участват 9 отбора хвърлячи на портокали на земята, със собствена униформа и място за битка, символизиращи народа. Те се бият незащитени срещу добре защитените „войници“ на Тиранина, разположени по 10 или 12 души на около 50 каруци с 2 или 4 коня, обикалящи местата за битка. Зрителите наблюдават случващото се през защитни мрежи и са задължени да носят червени фригийски шапки.
Специална комисия следи провеждането на битките. На заключителна церемония тя присъжда награда на отборите на земята и на каруците, отличили се най-голяма пламенност на участие, техника и лоялност.
В отборите могат да вземат участие всички след предварително записване и заплащане на такса.
Битките привличат много италиански и чуждестранни туристи. Те често биват атакувани заради пострадалите в тях или заради „разхищаването“ на тонове портокали. Всъщност първото се дължи на неспазването на правилата, а второто бива оправдано от това че портокалите се отглеждат в Сицилия и Калабрия специално за карнавала и са предназначени за унищожаване. След всяка битка градът се почиства основно от портокаловата каша, която се преработва за компост.

### Отбори хвърлячи на портокали на земята
В битката участват 9 отбора хвърлячи на портокали на земята, т. нар. „Аранчери“, със собствена униформа и място за битка, символизиращи народа.
- Асо пика (Асо ди пике)

Най-старият отбор, създаден през 1947 г. от група млади футболисти от Клуб „Ивреа Калчо“. Представителите му носят червена и синя униформа с емблемата на асо пика и черен шал. Бият се на Градския площад.
- Смъртта (Ла Морте)

Създаден през 1954 г. от група приятели от квартал Сан Грато. Униформата е черно яке с бял череп на него и червени панталони. Бият се на Градския площад.
- Шахматните фигури (Ли Скаки)

Създаден през 1964 г. Името му се дължи на броя на първите участници в него – 16 като броя на черните или белите шахматни фигури. Униформата е черно-бяла шахматна туника/яке с оранжева кула на нея – символ на Замъка на Ивреа и оранжев шал. Отборът е един от най-големите и се бие на пл. „Отинети“.
- Скорпионите на Ардуин (Ли Скорпиони ди Аурдуино)

Отборът е създаден през 1966 г. и носи името си от централната улица в Историческия център на Ивреа – ул. Ардуино. Униформата се състои от светлозелени панталони, шал, който се сменя всяка година, и жълта туника с емблемата на скорпион отзад. Бие се на пл. „Отинети“.
- Тукините на Боргето (И Тукини ди Боргето)

Създаден през 1964 г. Униформата е зелено яке и червени панталони и червен шал. Гербът е врана, вдъхновен от символа на Хърватия, т. к. още през Кръстоносните походи в Боргето са живеели доста хървати. Бие се в Боргето, един от най-старите квартали на Ивреа, включително и на Стария мост.
- Черната пантера (Ла Пантера Нера)

Създаден през 1966 г. Униформата е черна с жълти райета с подобен шал и с емблема на ревяща пантера. Бие се на пл. „Рондолино“.
- Дяволите (И Дяволи)

Създаден през 1973 г. Униформата е червени туника/яке и панталони с жълти ленти и жълт шал. Емблемата е дявол с тризъбец. Бие се на пл. „Рондолино“.
- Наемниците (И Мерченари)

Създаден през 1974 г. Униформата е винено яке, жълти панталони и шарен шал. Емблемата е жълта петолъчна звезда с два извити меча вътре. Бие се на пл. „Рондолино“.
- Кредендарите (И Кредендари)

Най-младият отбор, създаден през 1985 г., но признат през 1989 г. Униформата му е синя туника/яке с жълти ленти, жълти панталони и жълт шал. Емблемата е Палацо дела Креденца с кръстосани боздуган (символ на Общинския съвет) и секира (символ на Подеста) отдолу. Бие се на пл. „Фрегулия“.

### Отбори хвърлячи на портокали от каруци
Тук влизат около 50 отбора, чийто брой варира всяка година, разделени на каруци с по 2 или 4 коня. В символиката на карнавала те символизират войниците на тиранина, биещи се срещу народа, чийто символ са хвърлячите на портокали на земята. Носят специални бандажи за торса и кожен шлем с метална решетка или плексиглас за очите.
Всеки впряг има квалифициран водач (собственик), отговорен за намиране на най-изисканата сбруя и за обучението на конете, чиито знания идват от тайни, предавани от поколение на поколение, както и шеф на впряга, който организира и управлява каруцата и хвърлячите на портокали.
Критериите за класиране на отборите са: смелост по време на битката, честна игра при хвърляне, качеството на украсата на каруците и на конете.

## Програма

### Богоявление (6 януари)
С него започва Историческият карнавал на Ивреа. 
На 6 януари рано сутринта Групата на свирките и барабаните за първи път обикаля старата част на града, изпълнявайки карнавални мелодии.
На обед Генералът е обявен официално пред събралото се множество на Градския площад и получава сабята и триъгълната си шапка.
Следобед Кредендарите отправят своите поздрави към Великолепния подест в присъствието на историческите групи. Това е последвано от Церемонията на солта и хляба и от Шествието на Историческата група, Кредендарите с Подеста и Групата на свирките и барабаните, които първо отиват в Параклиса на тримата влъхви на Монте Стела и след това минават през града.
Денят завършва с литургия в Катедралата на Ивреа и с Церемонията на свещите, на която Великолепният подест, придружен от свитата си и от Кредендарите, дарява на Епископа оброчна свещ, за да измоли защитата на Мадоната над града. Този момент е вдъхновен от древна церемония, която се е провеждала в Параклиса на тримата влъхви на Монте Стела, построен около 1220 г. по съвет на Св. Франциск от Асизи.

### Трета неделя преди карнавала
Неделя сутрин се раздава безплатна мазна боб чорба в кварталите Белависта и Сан Джовани. Двете места биват посетени от Генерала, Генералния щаб и Групата на свирките и барабаните.
На пл. „Фрегулия“ Заместник-главният канцлер получава Книгата на протоколите от Главния канцлер, в която ще отбелязва всички карнавални събития.
На Градския площад се провежда древната военна церемония по Взимането на знамето, на която карнавалното знаме е дадено на Знаменосеца на Генералния щаб. Тя е последвана от парад на Генерала и офицерите на Генералния щаб.
В следобедните часове се провежда първото Вдигане на Абà. Шествието, начело със Знаменосците, минава през дома на малките приори от районите Св. Грат, Св. Маврикий, Св. Улрих, Св. Лаврентий и Св. Салватор, и са представени първите 5 от 10-те деца абà. Адютантите вдигат детето Aбà от балкона, показвайки го на тълпата под звука на Свирките и барабаните, докато Генералът поздравява с козируване. Детето хвърля бонбони и мимози на насъбралото се множество. Заместник-главният канцлер чете от Книгата на протоколите и детето Абà, родителите му, Генералът и свидетелите се разписват там.
По-късно, под портика на Кметството, Групата на свирките и барабаните свири „Ла Дженерала“ – мелодия, свирена за Генерала в края на парада.

### Неделя преди карнавала
Неделя сутрин се раздава безплатно мазна боб чорба от група Монтенавале, група Cuj dij Vigne (ул. „Лаго и Сан Микеле“), в кварталите Торе Балфредо и в Св. Св. Петър и Донат. Генералът, Генералният щаб и Групата на свирките и барабаните посещават 4-те места.
Сутринта по улиците на градския център има парад на каруците на хвърлячите на портокали и те са представени на пл. „Рондолино“.
На обяд е Церемонията по помирението на жителите на квартал „Св. Маврикий“ и квартал „Боргето“. Навремето е съществувала открита омраза между двете енории, разположени на отсрещните брегове на река Дора Балтеа, но благодарение на жените от двете страни в края на 18 век се стига до окончателен мир. Ето защо и до днес Висшият консул на Св. Маврикий и Управителят на Боргето (Банът на Хърватска) се срещат на средата на Стария мост и се прегръщат братски. Помирението е отпразнувано с Хърватски обяд в Боргето (през Кръстоносните походи и по-късно квартал Боргето е бил населен от много хървати).
В следобедните часове се провежда второто Вдигане на Абà, подобно на това в третата неделя преди Карнавала, на което са представени останалите 5 от 10-те деца Aбà.
Под портика на Кметството на Ивреа Групата на свирките и барабаните свири „Ла Дженерала“ – мелодия, свирена за Генерала в края на парада.

### Дебел четвъртък
На сутринта Генералът, Генералният щаб и Групата на свирките и барабаните посещават началните училища на Ивреа.
Следобед в Кметството на града Кметът символичното прехвърля гражданските правомощия на Генерала, като му връчва червено-бяла препасна лента, носена на дясното рамо. Подобни ленти носят и Офицерите и Вивандиерките, а адютантите носят червено-сини ленти. Зам. Главният канцлер чете заповедта на Генерала, с която се приканват гражданите да носят фригийска шапка в дните на портокаловите битки.
Историческата процесия, водена от двама офицери, следвани от Знаменосците, Групата на свирките и барабаните, Генералът, двама адютанти, Знаменосецът на Ген. щаб, Зам. главният канцлер, Вивандиерките, Офицерите и децата Абà, преминава през града. Тя е приета в Епископския дворец, където Генералът представя Офицерите и Абà, а Епископът дава на всеки абà ритуален подарък. След като записът на събитието е прочетен от Зам. главния канцлер и след поставянето на епископския печат, Групата на Свирките и барабаните свири в чест на Eпископа, а през това време, според карнавалната традиция, се яде хляб със салам.
Процесията продължава към Кметството, където в Златната зала малките приори получават ритуален подарък от Кмета. Зам. главният канцлер изчита записа за събитието и той е подписан и подпечатан от Кмета.
На пл. „Отинети“ се провеждат игри и забавления на традиционното детско парти, организирано от Асоциация „J'Amis ad Piassa d'la Granaja“, която е ангажирана с разпространяването на местните традиции и народната култура.
Това е и денят на раздаването на безплатна мазна боб чорба от асоциацията Cuj d'via Palma на ул. „4 Мартири“, започваща след обиколката на Генерала.
Следобедът завършва с изпълняването на „Ла Дженерала“ на Градския площад.
В късния следобед се провежда Церемонията по полагане на клетва на Одиторите и Генералните интенданти на Милициите и на Военните на Канавезе в Залата на общинския Съвет в кметството. На нея се награждават гражданите, които имат изключителни карнавални ангажименти. Генералът и Кметът връчват възпоменателни медали на новите Одитори. Изчита се записът на събитието.
Вечерта малки и големи излизат да се забавляват маскирани на голямото карнавално празненство по улиците на града.

### Карнавален петък
В този ден се организира подвижна вечеря от Гражданите на град Ивреа. Те са „свободно движение“, родено през 1999 г. и съставено от жители на Ивреа и на Канавезе, които избират на Карнавала да носят дреха от епохата на Френската революция (1795 – 1799 г.), за да подчертаят присъствието на народа като основен негов компонент. Групата не е участва в карнавалното шествие, а в други карнавални моменти на веселие.

### Карнавална събота
Рано сутринта Генералът, Генералният щаб и Зам. главният канцлер посещават военните на Ивреа.
На обяд на Главния площад е представена Почетната свита на Мелничарската дъщеря, носеща униформата на „Първа батарея ловци“ на Цизалпийската република.
В събота вечерта от балкона на кметството Зам. главният канцлер представя на гражданите Прелестната мелничарска дъщеря. Това е един от най-вълнуващите моменти на карнавала.
Следва Историческият парад, воден от Виолета заедно с Генерала, следвани от Свирките и барабаните, Музикалната група на Ивреа, свиреща Карнавалния химн, Знаменосците с кошници с цветя, Почетната свита, дамите, пажовете, Тониото (мъжът на Виолета) със Зам. главният канцлер, Офицерите и Вивандиерките на Ген. щаб, Подестът, Абà с Кредендарите, както и различните отбори хвърлячи на портокали. На градските площади се провеждат празненства на отборите.
Денят завършва с продължителни фойерверки, последвани от бал на Градския площад и наздравица в кметството, на която се изпълнява Химнът на карнавала.

### Карнавална неделя
В неделя рано сутринта се раздава безплатно боб чорба в Кастелацо (пл. „Марета“), квартал „Сан Лоренцо“, ул. „Дора Балтеа“ и квартал „Сан Бернардо“.
Великолепният подест, придружен от Кредендарите, се заклева във вярност на Статутите на площада пред Замъка на Ивреа в присъствието на Историческата процесия. След това той откъртва със специален чук камък от руините на Кастелацо – древния замък на тиранина.
Мелничарската дъщеря, Генералът и свитата им посещават Кастелацо за ритуално опитване на мазна боб чорба.
В 10.30 часа е един от най-символичните моменти от целия карнавал: церемонията „Плячка в Дора“ (Preda in Dora). За първи път тя е документирана през 1608 г., но е забравена в периода 1710 г. – края на 19 век . През 1934 г. церемонията се възобновява, а от 1969 г. се провежда в Карнавалната неделя. На нея Подестът със своята свита и Кредендарите, придружаван от Знаменосците и Групата на свирките и барабаните, хвърля откъртения от Кастелацо камък с гръб от Стария мост, произнасяйки на латински фразата: „Hoc facimus in Spretum olim Marchionis Montisferrati, nec doztemus aliquod aedieri fiediededium fiiti erant turres domini Marchionis“ („Правим това с презрение към Маркграфа на Монферат, нито ще позволим да се издигне някоя сграда там, където са били кулите на господаря маркиз“) като знак за отказ от каквато и да е форма на тирания. Мелничарската дъщеря с нейната Почетна свита, Генералът и Генералния му щаб присъстват на церемонията на десния бряг на река Дора Балтеа.
Следобяд се провежда Историческата процесия и в нея участват основните персонажи на Историческия карнавал: Знаменосците, Групата на свирките и барабаните, Генералът с Генералния щаб, Зам. главният канцлер и Абà на коне, Музикалната група на Ивреа, Мелничарската дъщеря и дамите ѝ на позлатена колесница, теглена от 3 коня, Почетната ѝ свита, пажовете на кон, съпругът ѝ Тониото на каруца, Подестът на каруца, Кредендарите на коне, следвани от гостуващите исторически групи.
След това на градските площади стартира прочутата портокалова битка, в която се сражават 9 отбора на земята срещу ок. 50 такива на каруци с коне. В този ден достъпът на хора над 12 г., които не са жители на Ивреа, е позволен срещу входен билет.
Денят приключва в 17.30 часа с изсвирването на Ла Дженералата на Градския площад от Групата на свирките и барабаните в присъствието на Генерала.

### Карнавален понеделник
В понеделник сутринта от 9.30 до 11.30 часа последно сключилата брак двойка от всеки градски район прави символна първа копка за т. нар. Scarli (високи стълбове от хедър и хвойна) на площадите в различните градски райони. Докато Зам. главен канцлер чете протокола на церемонията, покачен върху обърнат барабан, младоженецът с мотика и младоженката с лопата удрят един след друг по веднъж земята на мястото, предназначено за скарло-то, а Генералът със свалена шапка и всички присъстващи рецитират на канавезки диалект: „Ciamo testimuniansa che n’tla Parochia d’... l’è piantase al pich a l’uso antic“ („Свидетели сме на това, че в Енория... кирката е използвана по древен обичай“). Ритуалът се нарича Дзапата („изкопаване“) и с него се празнува възраждането на времето. Той се провежда за първи път през 1325 г. и за първи път е официално документиран през 1839 г.
На обяд на Градския площад се провежда борбата за трофея „Кирка и лопата“, в която се борят по един представител от 9-те отбора хвърлячи на портокали. Те хвърлят портокал от дъното на площада над покрива на Кметството. Печели най-далечното хвърляне.
Следобед, подобно на предходния ден, се провеждат Историческата процесия и портокаловите битки. Участниците в процесията посещават 9-те отбора хвърлячи на портокали пеша.
В 17.30 часа се свири ла Дженерала на Градския площад в чест на Генерала.

### Карнавален вторник
Вторник е последният ден на карнавала.
Следобяд, след подреждането на каруците, се провеждат третите, последни портокалови битки.
Следва Историческата процесия с участието на основните карнавални персонажи и на гостуващите исторически групи.
Следва церемонията по награждаването на хвърлячите на портокали на Градския площад. Награждаването на първите три отбора пешаци се определя от уменията им на хвърляне, външния вид и честната игра, а на първите три каруци с 2 или 4 коня – от конете, сбруята, уменията на каране, външният вид на каруцата и уменията на хвърлячите на портокали.
Вечерта Историческата процесия отива на площадите на 5-те района на града за изгарянето на скарли – високи стълбове от хедър и хвойна, подпалвани от децата Абà. Пукащите им пламъци са символ на жизненост и късмет – дар от завършващия карнавал. Това е най-старият негов ритуал.
На изгарянето на скарло в района на Св. Салватор на Градския площад присъства Мелничарската дъщеря, която стои права на колесницата си и държи високо вдигнат своя меч (символ на освобождението от тиранията), докато трикольорът на върха на скарлото не бъде напълно погълнат от огъня. Междувременно Генералът козирува на коня си. Колкото по-бързо пламъците пълзят нагоре по стълба, толкова повече се радва тълпата, викайки a brusa!… a brusa! (на канавезки диалект: да гори, да гори!), защото това е знак за добра поличба за настоящата годината. Ритуалът изобразява различни неща: изгарянето на миналото и наближаването на пролетта (възраждането на природата), народното въстание, екзекуцията на тиранина, пожара в неговия замък Кастелацо, триумфът на свободата.
Последният подпален scarlo е този на енорията на Св. Грат на пл. „Ламармора“, след което започва Погребалният марш. Генералът повежда коня си за сбруята, Групата на свирките и барабаните свирят тъжна мелодия, а Офицерите влачат сабите си по земята. Гражданите следват шествието в строга тишина, носейки фригийската шапка за последно. Погребалният марш завършва на пл. „Отинети“, където Генералът се сбогува с Групата на свирките и барабаните и я разпуска символично, напомняйки за времето, когато генералите са ѝ заплащали на края на военната кампанията. Всички разменят традиционния поздрав Arvédze a giòbia ‘n bot (на канавезки диалект: „Довиждане до следващия четвъртък в 13 часа“). Държейки се за ръката и пеейки Химна на Историческия карнавал на Ивреа, Генералът и Генералният щаб се отправят към Кметството на Ивреа.
В 23 часа в Кметството на Ивреа Генералът проверява един по един компонентите на Генералния щаб и закичва на гърдите на адютантите медалите на кампанията. Той сваля властовите си символи, а Зам. главният канцлер чете протокола за закриване на карнавала.

### Пепеляна сряда
В 11 часа на първия ден на Великия пост Комитетът на Хърватска от квартал „Боргето“, оглавяван от бан, раздава традиционото ястие „Качамак и треска“ на пл. „Ламармора“ срещу предварително записване и заплащане. На събитието присъстват Епископът на Ивреа, както и основните карнавални фигури в цивилни дрехи.

## Химн
През 1858 г., по повод въвеждането на карнавалната фигура на Мелничарската дъщеря, проф. Фердинандо Бозио пише текста на Химна на карнавала, а музиката е композирана от маестро Лоренцо Оливиери и маестро Анджело Бурбати.
Una volta anticamente / egli è certo che un Barone В стари времена е сигурно, че един барон
Ci trattava duramente / Con la corda e col bastone; ни третираше тежко с въже и тояга
D'in sull'alto Castellazzo, /Dove avea covile e possa, На върха на Кастелацо, където бе бърлогата на властта му,
Sghignazzando a mo' di pazzo /Ci mangiava polpa ed ossa. хилейки се като умопобъркан, ядеше месо и кокали.
Ma la figlia d'un mugnaro / Gli ha insegnato la creanza, Но дъщерята на един мелничар го научи на обноски.
Che rapita all'uom più caro /Volea farne la sua ganza. Отвлечена от любимия ѝ, той искаше да я направи своя любовница.
Ma quell'altra prese impegno /Di trattarlo a tu per tu: Но тя се заангажира с това да се занимае с него лице в лице.
Quello è stato il nostro segno, /E il Castello non c'è più. Това бе нашият знак, и Замъкът вече го няма.
E sui ruderi ammucchiati, /Dame e prodi in bella mostra, И върху натрупаните руини се виждат добре жени и смелчаци
Sotto scarli inalberati /Noi veniamo a far la giostra: Под издигнатите стълбове с трева идваме да се веселим.
Su quei greppi, tra quei muri, /Che alla belva furon tana, Върху насипите, върху стените, които бяха леговище на звяра,
Suonan pifferi e tamburi /La vittoria popolana. свирят свирки и барабани народната победа.
Non v'è povero quartiere /Che non sfoggi un po' di gale, Няма нито един беден квартал, който да не празнува,
Che non canti con piacere /La Canzon del Carnevale. който да не пее с удоволствие Песента на карнавала
Con la Sposa e col Garzone /Che ad Abbà prescelto fu, с младоженката и с момчето, избрано за Абà.
Va cantando ogni rione: /Il Castello non c'è più. Всеки квартал пее: „Замъкът вече го няма“.

## Гастрономически традиции

### Раздаване на мазна боб чорба
В неделите преди карнавала и в дните на карнавала има безплатно раздаване на мазна боб чорба (на канавезки диалект: faseuj grass, мазен боб) на т. нар. Фаджолате – бобораздавания, включващи десет раздавания на около 23 хил. порции в градските квартали и едно благотворително раздаване на около 600 порции в Кастелацо. Най-старото раздаване е това в Кастелацо, което е и единственото благотворително такова.
Практиката води началото си от Средновековието, когато Братствата в Ивреа са раздавали боб на бедните. Раздаването на боб в Кастелацо води началото си от 1300 г., когато Братството на Светия Дух е раздавало боб на Петдесетница и на Деня на Светията покровител. В края на 1700 г. братствата се превръщат в Badie dei Giovani – младежки асоциации, които включват това ястие в карнавалните тържества. Съществува документ от 1878 г., удостоверяващ раздаването на боб чорба в Кастелацо и практиката продължава и до днес.
Мазната боб чорба не е традиционно ястие само за Ивреа, но и за целия район Канавезе, чиято столица е Ивреа. Съставките на ястието, приготвяно на карнавала, са около 7100 кг боб и 2300 кг свинска сланина с кожата, наденици, свински крачета, свински кости, свинска мас и лук. Ястието се готви в огромни 600-литрови тенджери над дървено огнище в продължение на 6 часа. Резултатът е чорба с кремообразна консистенция, но с цели зърна боб, която може да се съчетае с греяно вино.

### Качамак и треска
Ястието се раздава от Хърватския комитет в Пепеляната сряда, първия ден от Великия пост, в Боргето (квартал на Ивреа „отвъд“ реката Дора Балтеа). Това е традиция, датираща от втората половина на 16 век, когато всеки градски район, по инициатива на гражданите, е приготвял по малко качамак на първия ден на Великия пост, придружен от треска и лук, за да се спази постният ден.
В края на Втората световна война Комитетът на Хърватия прави тази инициатива своя собствена, придавайки ѝ полезен характер.
Днес цялата работа се извършва от участниците в Комитета на Хърватия в тяхната централа. Подготовката е истинско събитие, което продължава девет дена: през целия период на карнавала 50 доброволци извършват три 8-часови смени на ден за преработка на 900 кг треска, 1000 кг лук, 600 литра олио, повече от 70 литра сос и 1300 кг качамак.

## Външни препракти
- Официален уеб сайт на събитието'
- Официален акаунт в Инстаграм
- Официална страница във Фейсбук
- Официална програма на Карнавала 2025 г.
- Видео от портокаловите битки на 4 март 2019 г.
- Видео на представянето на Прелестната мелничарска дъщеря, 4 март 2019 г.